# Gostinca
Gostinca este o localitate din comuna Podčetrtek, Slovenia, cu o populație de 64 de locuitori.